# Емі Шумер
Е́мі Бет Шу́мер (англ. Amy Beth Schumer; нар. 1 червня 1981, Нью-Йорк, США) — американська стендап-комікеса, акторка, письменниця, сценаристка, телепродюсерка, подкастерка та телережисерка. Володарка премії «Еммі» 2015 року за головну роль у серіалі «Усередині Емі Шумер», номінантка на премію «Золотий глобус» 2016 року («Дівчина без комплексів») та інші премії. Одна зі ста найвпливовіших людей у світі 2015 року за версією американського журналу Time. Перша жінка у списку найбільш високооплачуваних коміків за версією журналу Forbes – 2016 рік, четверте місце ($17 млн).

## Життєпис
Народилася в Нью-Йорку, США, у заможній родині власників компанії з випуску дитячих меблів Гордона та Сандри. Батько Емі — двоюрідний брат американського сенатора Чарльза Шумера. Їхні спільні предки емігрували з Чорткова (Тернопільська область, Україна). У Емі є сестра Кім Карамеле, з якою вона працює над сценаріями, а також брат, музикант Джейсон Стейн. Батько сповідував юдаїзм, а мати була протестанткою, Бет виховували в юдейській вірі.
Коли Емі було 9, підприємство батька збанкрутіло. Трьома роками пізніше йому діагностували розсіяний склероз, в той період батьки розлучилися. Емі залишилася з мамою та переїхала на Лонг-Айленд. У 1999 вона закінчила школу, в якій її називали «клоунесою класу» та «найгіршим страхіттям вчителя». Вищу освіту здобула за напрямком театральне мистецтво в Таусонському університеті (Меріленд), який закінчила в 2003.

## Кар'єра

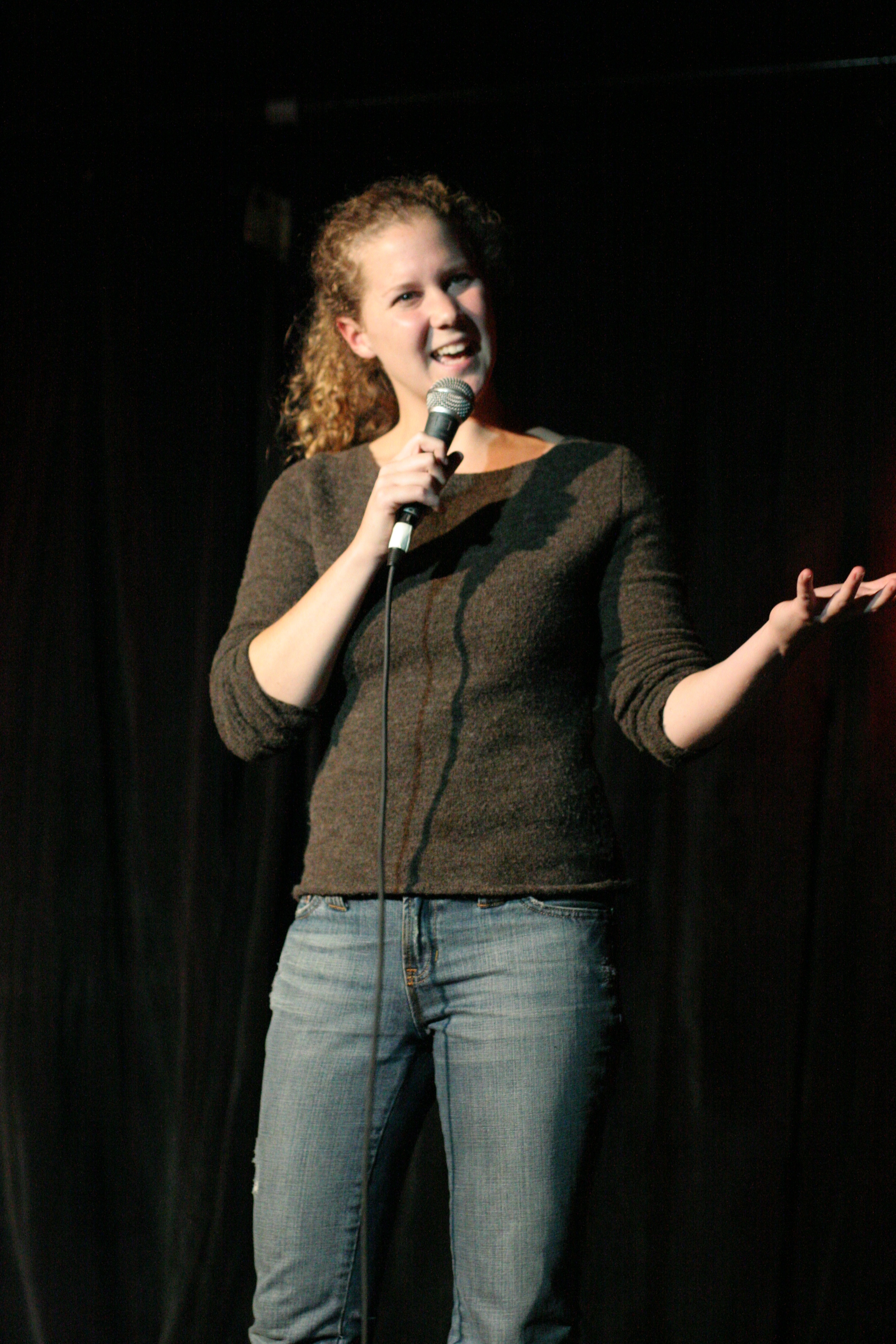
Виступ Емі Шумер у 2006 році

Після закінчення університету Шумер повернулася в Нью-Йорк, де відвідувала додатково заняття з акторської майстерності. На свій 23 день народження вона дебютувала як стендап артистка. У 2007 вона посіла четверте місце в шоу «Останній комік» каналу NBC. Роком пізніше знялась в епізодичній ролі серіалу «Реальність огризається» та у 2009 з'явилась в телепроєктах «Купідон», «30 потрясінь». Після ролей в фільмах «Сновиди», «Перевірка вартості», «Шукаю друга на кінець світу» Шумер запустила власний комедійний серіал «Всередині Емі Шумер», який їй приніс номінації на премії «Вибір телевізійних критиків» й «Прайм-тайм премія «Еммі»».
У 2015 Шумер дебютувала як кіносценаристка комедії «Дівчина без комплексів», режисером фільму був Джадд Апатоу. Вона ж виконала головну жіночу роль з Брі Ларсон, Біллом Гейдером і Тільдою Свінтон. Також озвучує мультфільми.
У 2017 Шумер виконала головну жіночу роль в кінокомедії «Безсоромна мандрівка», де її екранну матір втілила Голді Гоун, та у воєнній драмі «Відважні» з Майлзом Теллером та Гейлі Беннет.
У 2018 році на екрани вийшла комедійна мелодрама «Красуня на всю голову» з Емі Шумер, Мішель Вільямс і Рорі Сковелом (англ. Rory Scovel) у головних ролях.
Емі Шумер — авторка книги «Дівчина з татуюванням унизу спини» (англ. The Girl with the Lower Back Tattoo), що вийшла 2016 року та на короткий час стала бестселером за версією «Нью-Йорк таймс». У 2017 році вийшла аудіокнига, начитана самою Шумер, за яку вона була номінована на премію «Еммі» за найкращий розмовний альбом (англ. Grammy Award for Best Spoken Word Album).

## Особисте життя

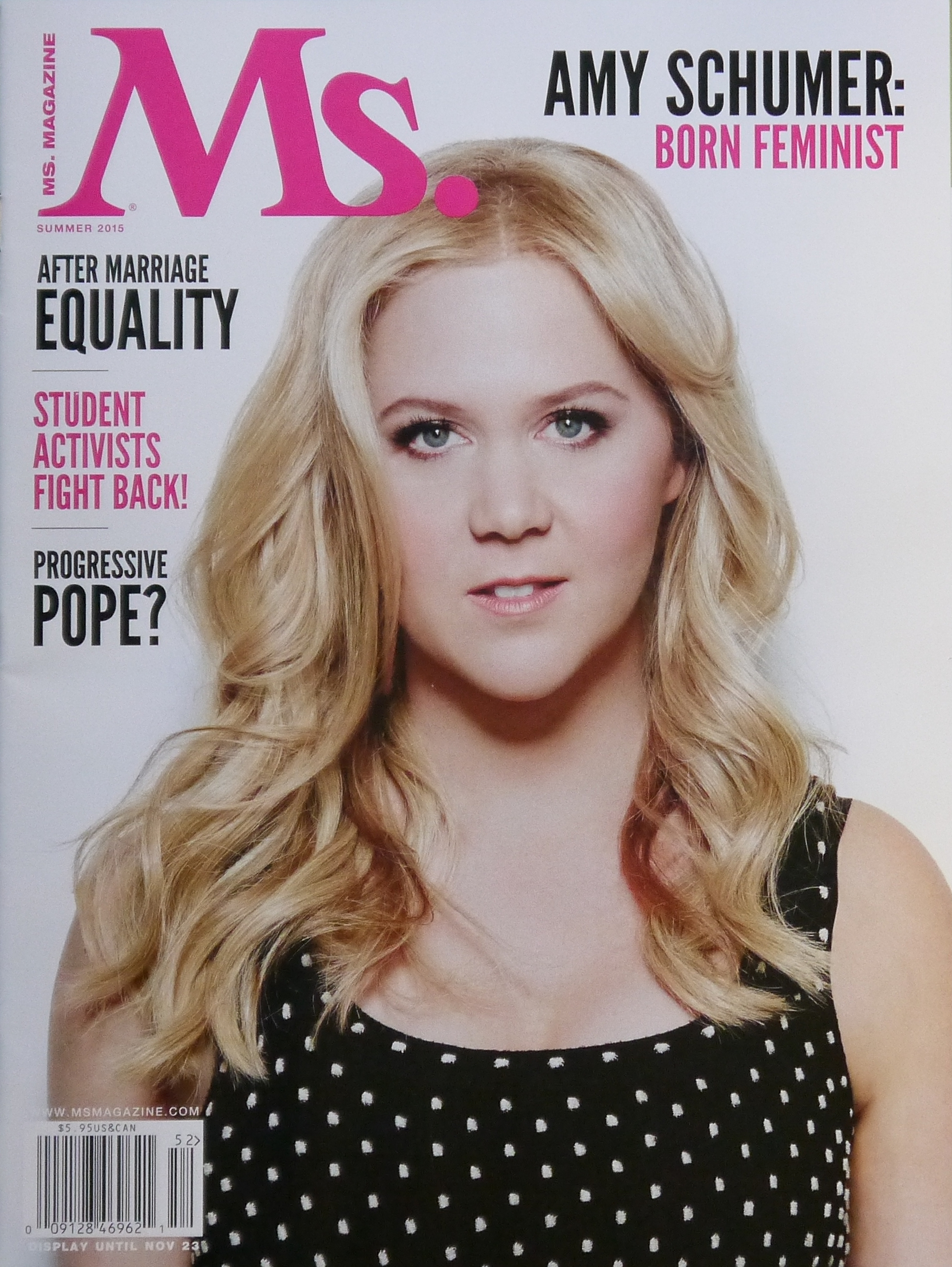
Емі Шумер на обкладинці Ms.

Емі Шумер зустрічалася з професійним рестлером Долфом Зіґґлером (англ. Dolph Ziggler; справжнє ім'я — Нік Немет, англ. Nick Nemeth) та коміком Ентоні Єселніком (англ. Anthony Jeselnik).
Приблизно від осені 2015 року до травня 2017 року була в стосунках із чиказьким дизайнером меблів Беном Гейнішем (Ben Hanisch).
13 лютого 2018 року одружилася після трьох місяців стосунків з шеф-кухарем Крісом Фішером (англ. Chris Fischer) в Малібу. Серед 80-ти гостей були знамениті актори і коміки, друзі Шумер: Дженніфер Лоренс, Челсі Гендлер, Дженніфер Еністон, Джейк Джилленгол, Бріджет Еверетт. В липні 2018 Емі Шумер публічно спростувала чутки про свою вагітність. В жовтні 2018 оголосила про вагітність, а 5 травня 2019 року народила сина Джина Еттелла Фішера.
У січні 2020 року Емі Шумер розповіла про намагання народити другу дитину: вона показала синці від процедури ЕКЗ, а в серпні розповіла подробиці важких та болісних процедур. Зізналася, що міркує про сурогатне материнство. У вересні 2021 року Емі видалили матку для полегшення симптомів ендометріозу. 

## Фільмографія

### Акторка
| Рік       |    | Українська назва            | Оригінальна назва                         | Роль                         |
| --------- | -- | --------------------------- | ----------------------------------------- | ---------------------------- |
| 2024      | ф  | Уявні друзі                 | IF                                        | мармеладний ведмедик (голос) |
| 2024      | ф  | Без глазурі                 | Unfrosted                                 | Марджорі Пост                |
| 2022—2024 | с  | Життя і Бет                 | Life & Beth                               | Бет (20 епізодів)            |
| 2023      | мф | Тролі: Знову разом          | Trolls Band Together                      | Вельвет (голос)              |
| 2022      | с  |                             | City Island                               | Терра (1 епізод)             |
| 2013—2022 | с  | Всередині Емі Шумер         | Inside Amy Schumer                        | різні ролі (44 епізоди)      |
| 2022      | ф  |                             | Bros                                      | Елеонора Рузвельт            |
| 2022      | с  | Убивства в одній будівлі    | Only Murders in the Building              | камео (2 епізоди)            |
| 2021      | ф  |                             | The Humans                                | Еймі                         |
| 2019      | с  |                             | No Activity                               | Емі Шумер (1 епізод)         |
| 2019      | с  |                             | Crashing                                  | Емі Шумер (1 епізод)         |
| 2018      | с  |                             | Saturday Night Live: Cut for Time         | Енджи (1 епізод)             |
| 2018      | ф  | Красуня на всю голову       | I Feel Pretty                             | Рене Беннетт                 |
| 2017      | ф  | Відважні                    | Thank You for Your Service                | Аманда Достер                |
| 2017      | ф  | Безсоромна мандрівка        | Snatched                                  | Емілі Мідлтон                |
| 2016      | мс | Закусочна Боба              | Bob's Burgers                             | юна леді                     |
| 2016      | мс | Гріфіни                     | Family Guy                                | лідер команди                |
| 2016      | мс | Сімпсони                    | The Simpsons                              | місіс Бернс                  |
| 2015—2016 | мс | ТріпТанк                    | TripTank                                  | Сара / Дебора                |
| 2015      | мс | Кінь БоДжек                 | BoJack Horseman                           | Ірвінг Дженнінгс             |
| 2015      | ф  | Дівчина без комплексів      | Trainwreck                                | Емі                          |
| 2013—2014 | с  | Дівчата                     | Girls                                     | Енджи                        |
| 2012      | с  | Луї                         | Louie                                     | Діана                        |
| 2012      | ф  | Шукаю друга на кінець світу | Seeking a Friend for the End of the World | жінка/Лесі                   |
| 2012      | с  | Шоу Еріка Андре             | The Eric Andre Show                       | інтерв'юер                   |
| 2012      | с  |                             | Delocated                                 | Тріш                         |
| 2012      | ф  | Перевірка вартості          | Price Check                               | Ліла                         |
| 2012      | ф  | Сновиди                     | Sleepwalk with Me                         | Емі                          |
| 2011      | с  | Приборкай свій ентузіазм    | Curb Your Enthusiasm                      | товариш по команді           |
| 2009      | с  | 30 потрясінь                | 30 Rock                                   | стиліст                      |
| 2009      | с  | Купідон                     | Cupid                                     | Хізер                        |
| 2008      | с  | Реальність огризається      | Reality Bites Back                        | учасниця змагань             |
| 2006      | кф | Сенсорна пам'ять            | Sense Memory                              |                              |
| 2001      | тф | Північний Голлівуд          | North Hollywood                           |                              |